# Каминская, Татьяна Григорьевна
Каминская Татьяна Григорьевна (укр.  Камінська Тетяна Григорівна; 5 ноября 1977 года, с. Демовщина Кагарлыкского района Киевской области Украинской ССР) — украинский учёный в области экономики. Ректор Киевского кооперативного института бизнеса и права (с 2016 года), Общественный деятель Украины, Доктор экономических наук (2015), профессор Национального аграрного университета (2016), Академик Академии высшего образования Украины (2016).